# Tear

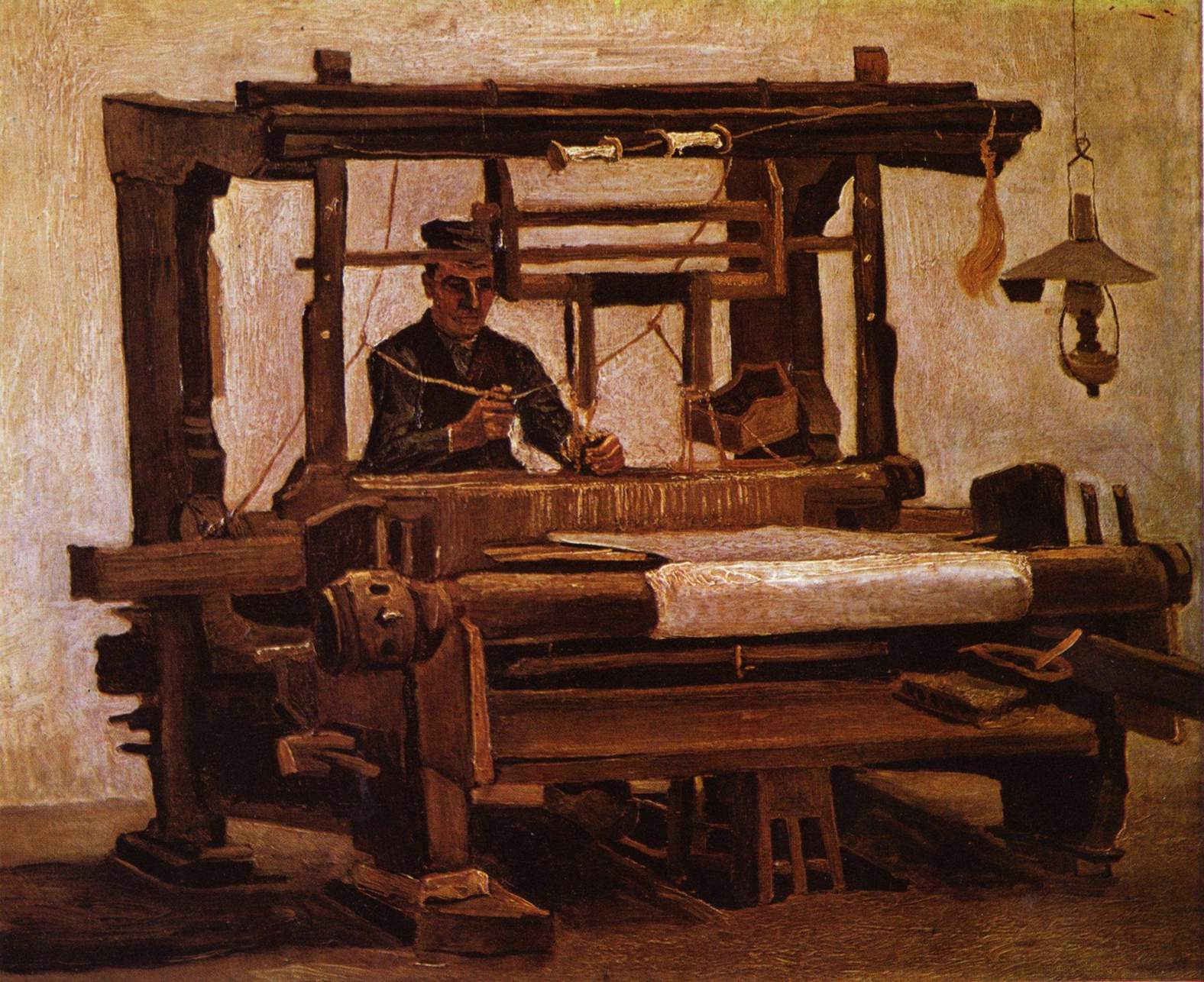
Tecelão, por Van Gogh.

Um tear é um aparelho manual, mecânico ou eletromecânico empregado para tecer tecidos e tapeçarias. Nesse aparelho são colocados fios paralelos presos nas duas extremidades e sob tensão, chamados urdidura, e por meio de um mecanismo esses fios são levantados individualmente ou em grupos, formando uma abertura chamada telheiro ou cala, por onde passa o fio de trama. Entre os vários modelos há o tear de pedal, o tear vertical e o tear de Jacquard, de importância histórica para o desenvolvimento da computação.

### Processo de tecelagem

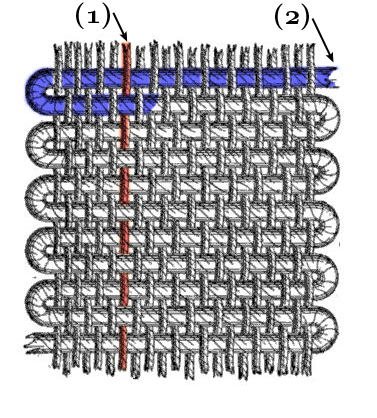
Fio de Urdidura (1) Fio de Trama (2)

A tecelagem é feita com dois conjuntos de fios que se cruzam. Os fios da urdidura (ou do urdume) são os esticados no tear. O tecido é feito começando em uma extremidade dos fios da urdidura e progredindo de fio a fio (de trama) em direção à outra extremidade. Cada fio da trama é inserido de forma que passe por cima e por baixo dos fios da urdidura. Para isso os fios da urdidura são divididos em dois grupos entre pares e ímpares, cada grupo é levantado alternadamente. Esta abertura, denominada “cala " ou "telheiro" permite a passagem da lançadeira ou duma canela, que insere um fio de trama entre as duas camadas. O novo fio de trama é apertado contra os outros para formar o tecido, por um pente ou uma espada.
Um tear deve realizar três movimentos principais: abertura, inserção da trama e batida.
1. Abertura da cala: operação onde certos liços sobem e outros descem, formando duas mantas de fios da urdidura, uma superior e outra inferior com os fios ímpares e os fios pares para as mais simples ou mais complexas para produzir sarja por exemplo.
2. Inserção da trama no meio da abertura da cala, através de vários processos:
- Lançadeira;
- Projectil;
- Pinças;
- Jacto de ar;
- Jacto de água.

3. Batida por um pente ou uma espada: Após a trama ser inferida, e em antes duma nova passagem, o fio é apertado contra os outros, para evitar que o tecido fique com folgas grandes e irregulares.

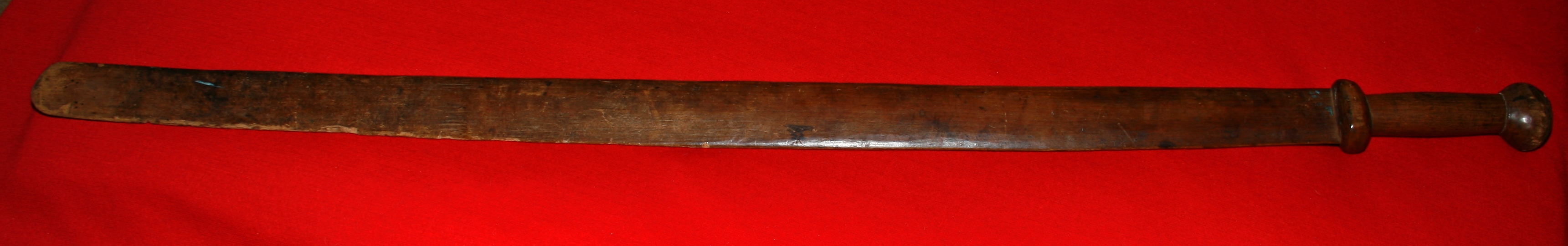
Espada de madeira para "bater" o fio de trama

Geralmente também há dois outros movimentos secundários, porque o tecido deve ser enrolado enquanto os fios da urdidura devem ser soltos ou liberados do feixe da urdidura. Para se tornar totalmente automático, um tear precisa também de um captor que irá parar o tear se o fio da trama se romper.

## Exemplos de teares

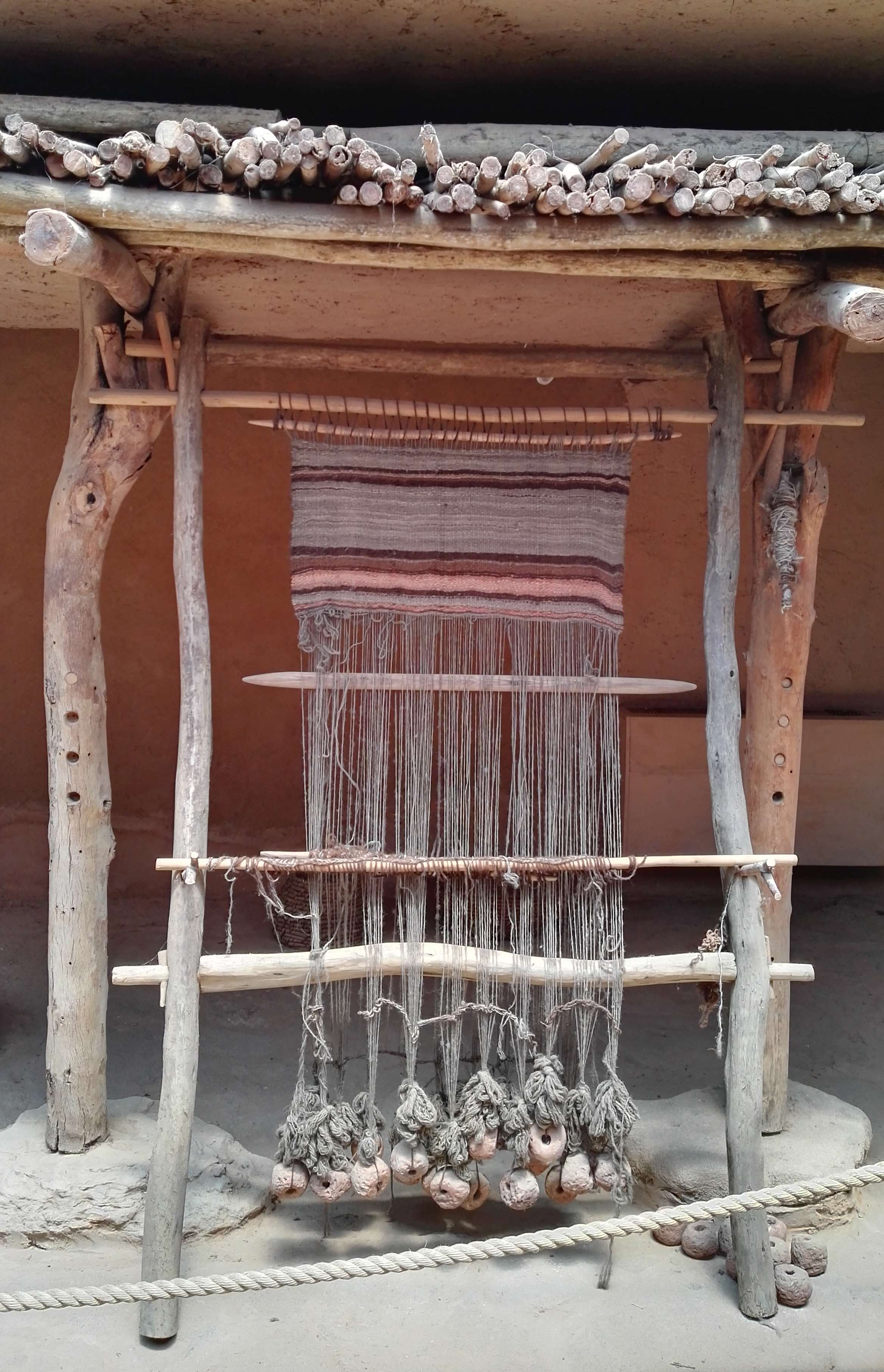
Tear vertical no museu de Eretz, Israel

Os teares podem ser classificados, pela orientação dos fios da urdidura, em teares horizontais e teares verticais. Existem muitas divisões mais refinadas. A maioria dos modelos de teares manuais pode ser construída de forma bastante simples. 

### Tear vertical (ou tear víquingue)
O tear vertical data do período Neolítico ele serve para produzir tecidos simples e complexos assim como tapeçarias. No caso do tear vertical de baixo liço, os fios da urdidura são esticados por pesos (pesos de tear, de pedra ou barro). Frequentemente fio de urdidura extra é enrolado nos pesos, conforme o tecelão tece, o tecido é enrolado ao redor da barra superior, e comprimentos adicionais de fios de urdidura são desenrolados dos pesos para continuar. Assim só a largura do tecido depende da envergadura do tear e não o comprimento; um tecido largo requer dois tecelões, lado a lado. O tear vertical não tende pente a trama é apertada por uma espada de madeira.
Usado em toda a Europa, foi progressivamente substituído durante a Idade Média pelo tear horizontal, menos na Escandinávia daí o nome de víquingue. A pesquisadora Marta Hoffman encontrou teares verticais ainda em uso numa ilha isolada na costa da Noruega e pelos Lapões da Noruega e da Finlândia na década de 1950.

### Teares horizontais

#### Tear fixado ou de chão

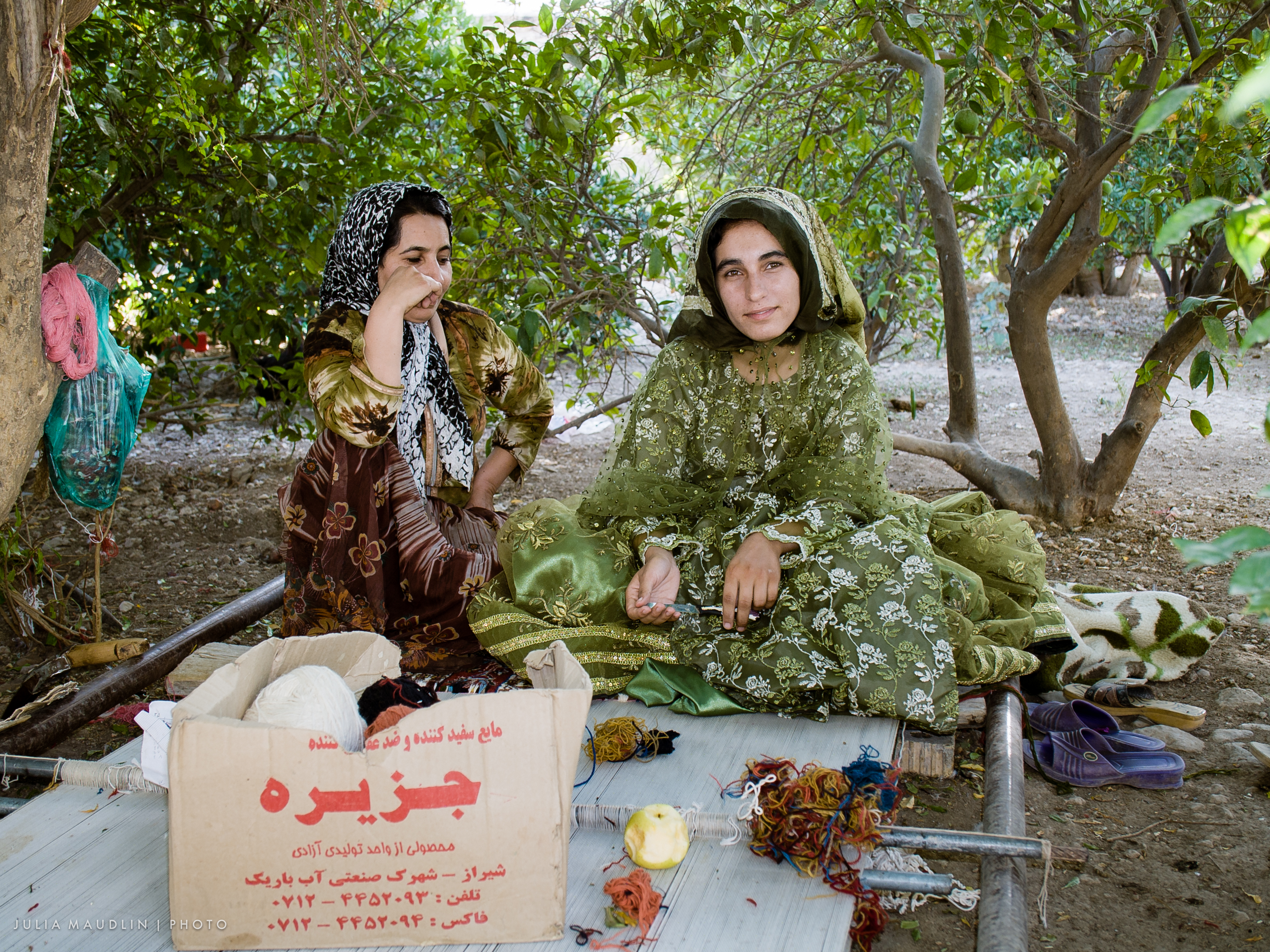
Irmãs nómadas Qashqai, tecendo um tapete num tear de chão. Perto de Firuzabad, Irão

Nos teares fixados, as varas podem ser simplesmente mantidas separadas, enganchando-as atrás de estacas cravadas no solo, com cunhas ou amarrações usadas para ajustar a tensão. Os teares fixados também podem, no entanto, ter peças laterais horizontais que mantêm as vigas afastadas.
Esses teares são fáceis de montar e desmontar e são fáceis de transportar, por isso são populares entre os tecelões nómades para tecer pequenas peças. 

#### Tear de cintura
O tear de cintura (ou tear peruano) é um tear simples com origens muitas antigas, ainda usado em muitas culturas ao redor do mundo (América, Ásia, Europa Setentrional). Consiste em duas varas entre as quais as urdiduras são esticadas. Uma barra é presa a um objeto fixo e a outra ao tecelão, geralmente por meio de uma cinta. O tecelão usa o peso do corpo para esticar os fios. Têxteis simples e complexos podem ser tecidos nesse tear mas sempre estreitos: a largura é limitada à envergadura do braço do tecelão.
- Tear de cintura no México

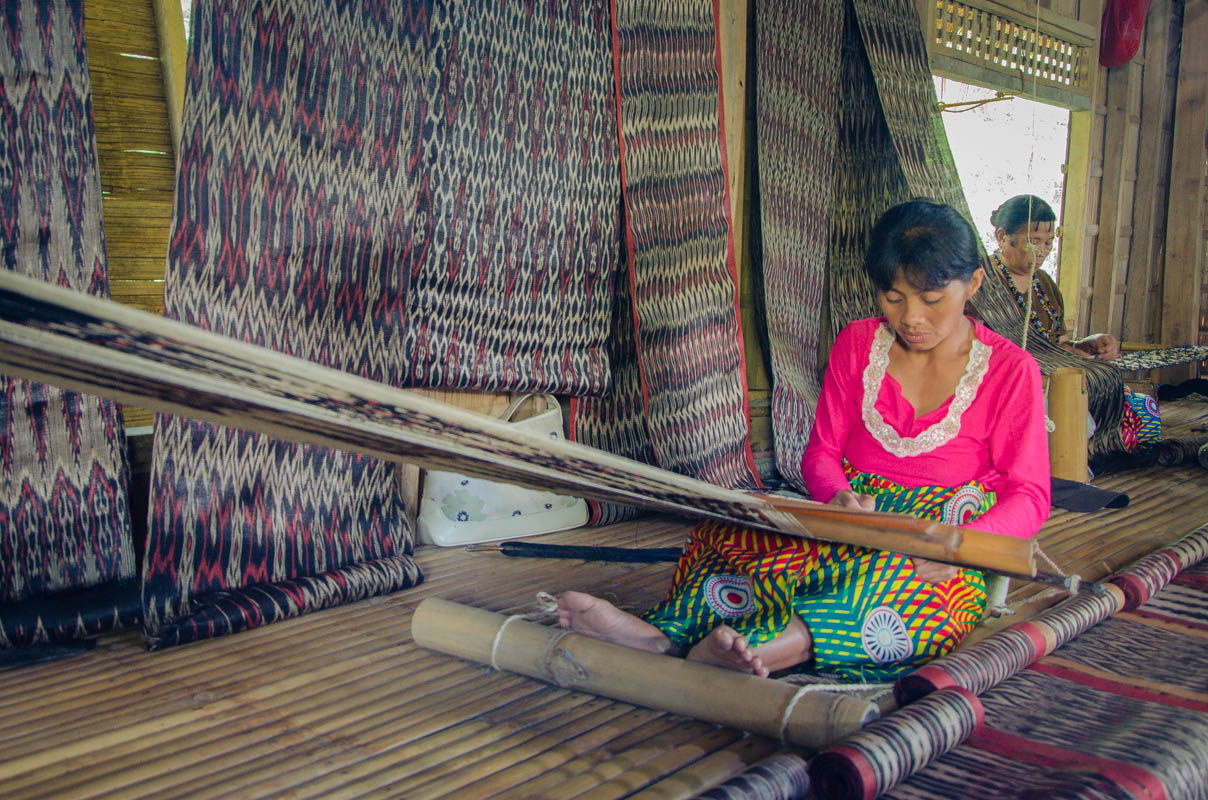
Nas Filipinas
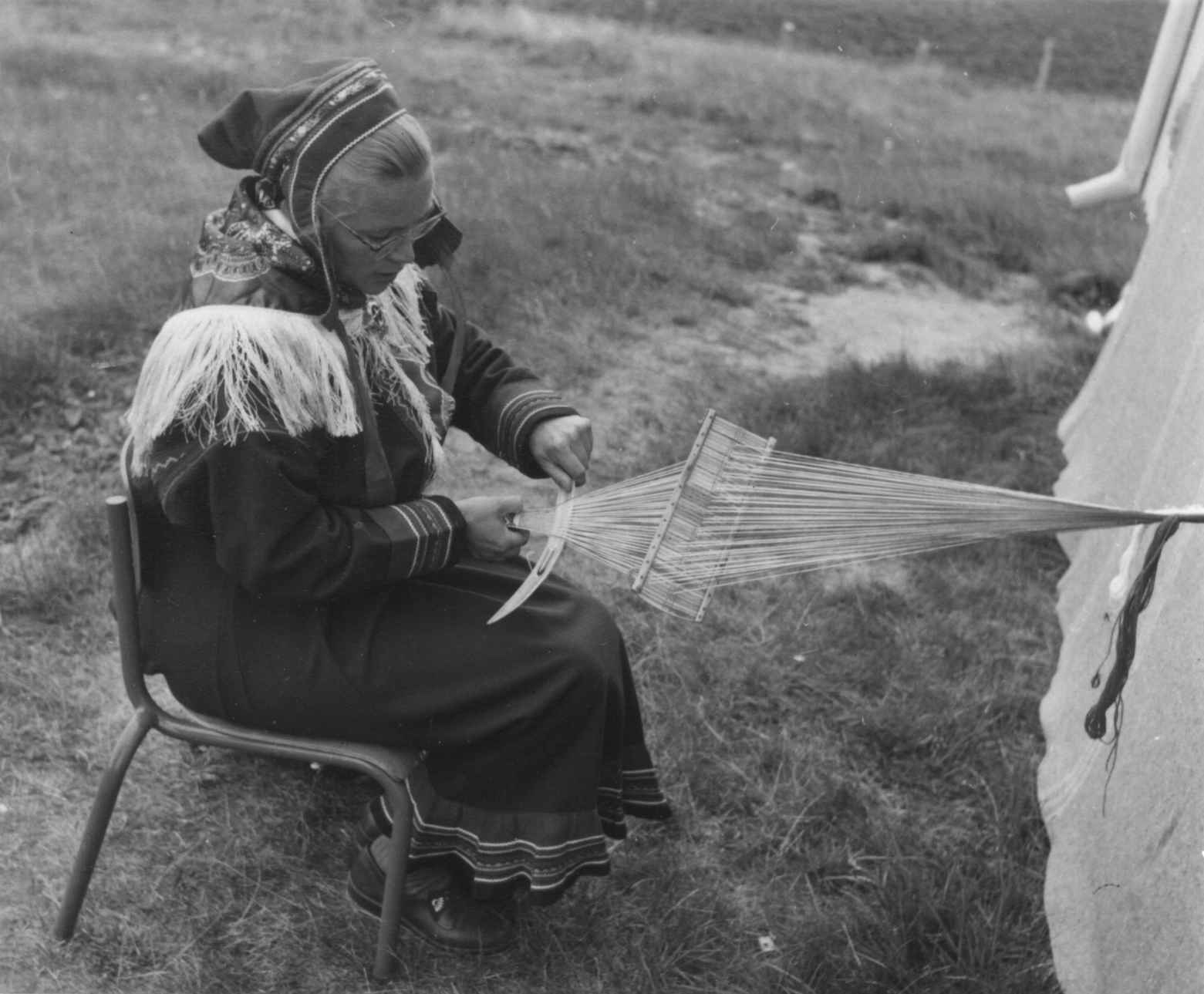
Noruega, 1956.

#### Tear de cartão

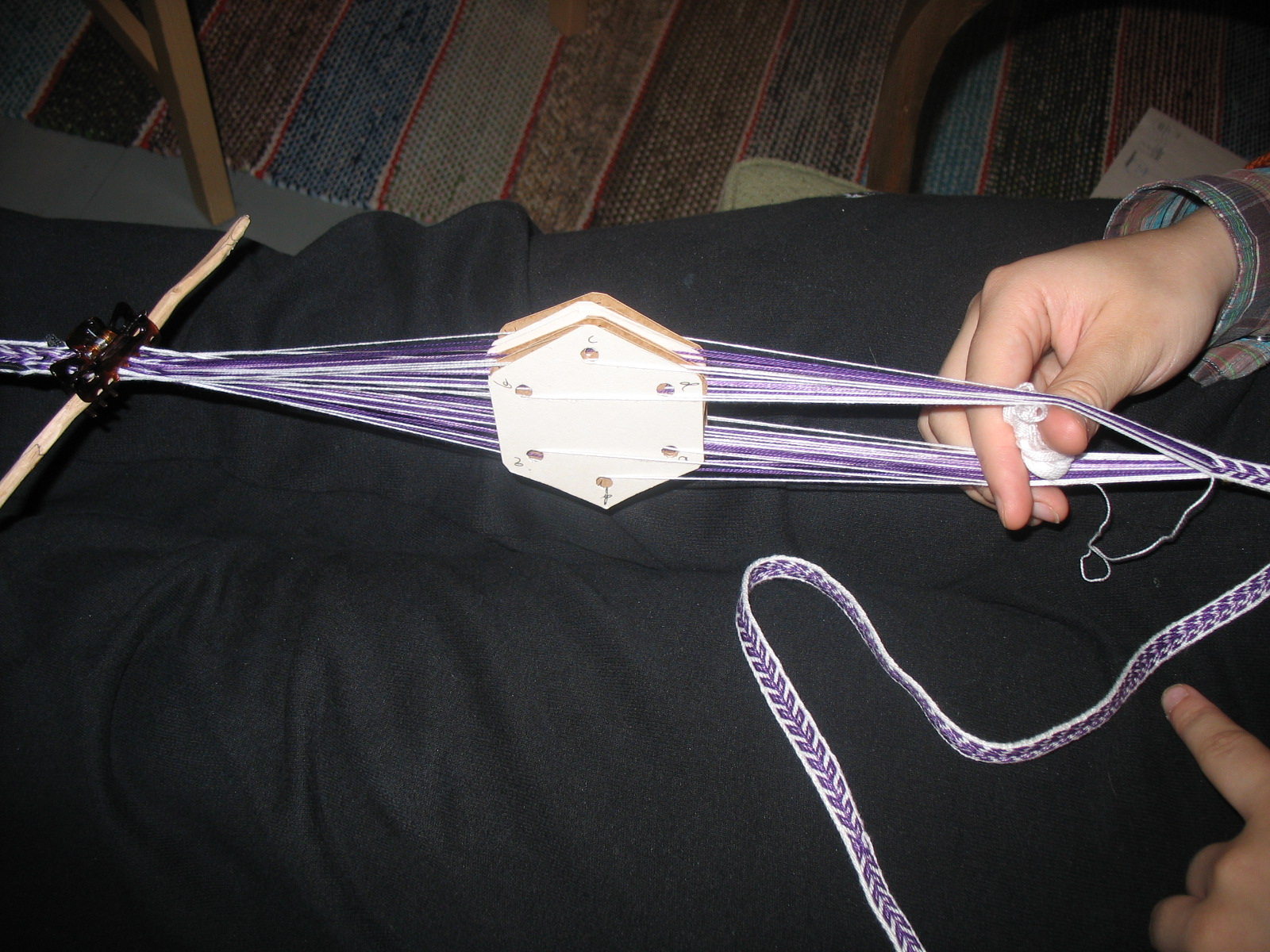
Tear de cartão, Finlândia.

O "tear " de cartão usa placas rígidas perfuradas de cartão, couro ou madeira..., para trabalhos estreitos como faixas, cintos e alças. Também é utilizado para acabamento de bordas, tecendo faixas decorativas de ourela em vez de bainhas. Os fios de várias cores da urdidura passam pelos buracos das cartas que são viradas de 1/4 de volta para frente ou para trás individualmente ou em bloco para criar calas e padrões variados para inserir a mão o novelo do fio de trama. As cartas podem ser rodadas, por exemplo, um certo número de vezes para a frente e o mesmo número para trás. Torcer as cartas em apenas uma direção pode criar uma fita que se enrola na direção da torção, embora existam maneiras de enfiar as cartas que atenuam esse problema.

#### Tear de pedal
|                                     |  | |
| Um tear horizontal, de dois pedais. |  | Constituição dum tear de pedal: a. Rolo traseiro ou urdidor b. Rolo dianteiro ou de tecido c. Arnês d. polias e. Pedais f. Liça g. Separador h. Pente batedor i. Lançadeira com o fio de trama |

Em Portugal, existem grandes teares de "ramo grande" que permitem manufaturar um tecido até 1,65m de largura, os mais estreitos chamados de "ramo pequeno" permitem tecer panos de 50cm. Ambos podem ser mais ou menos complexos com um número variável de pedais e liças, número que aumenta em função da complexidade do desenho. Sendo mais comuns os teares de dois ou quatro liços. Ao levantar ou abaixar certas liças com os pedais, o tecelão abre uma cala entre duas camadas de fios de urdidura. Esta abertura, permite a passagem da lançadeira, que insere um fio de trama entre as duas camadas. Uma liça normalmente é feita de arame, fios, madeira ou canas. As liças são montadas em molduras penduradas no arnês do tear.
A evidência mais antiga de um tear horizontal é encontrada num prato de cerâmica no antigo Egito, datado de 4 400 a.C.. Era um tear de armação, equipado com pedais para levantar os fios da urdidura, deixando as mãos do tecelão livres para passar e bater o fio da trama. 

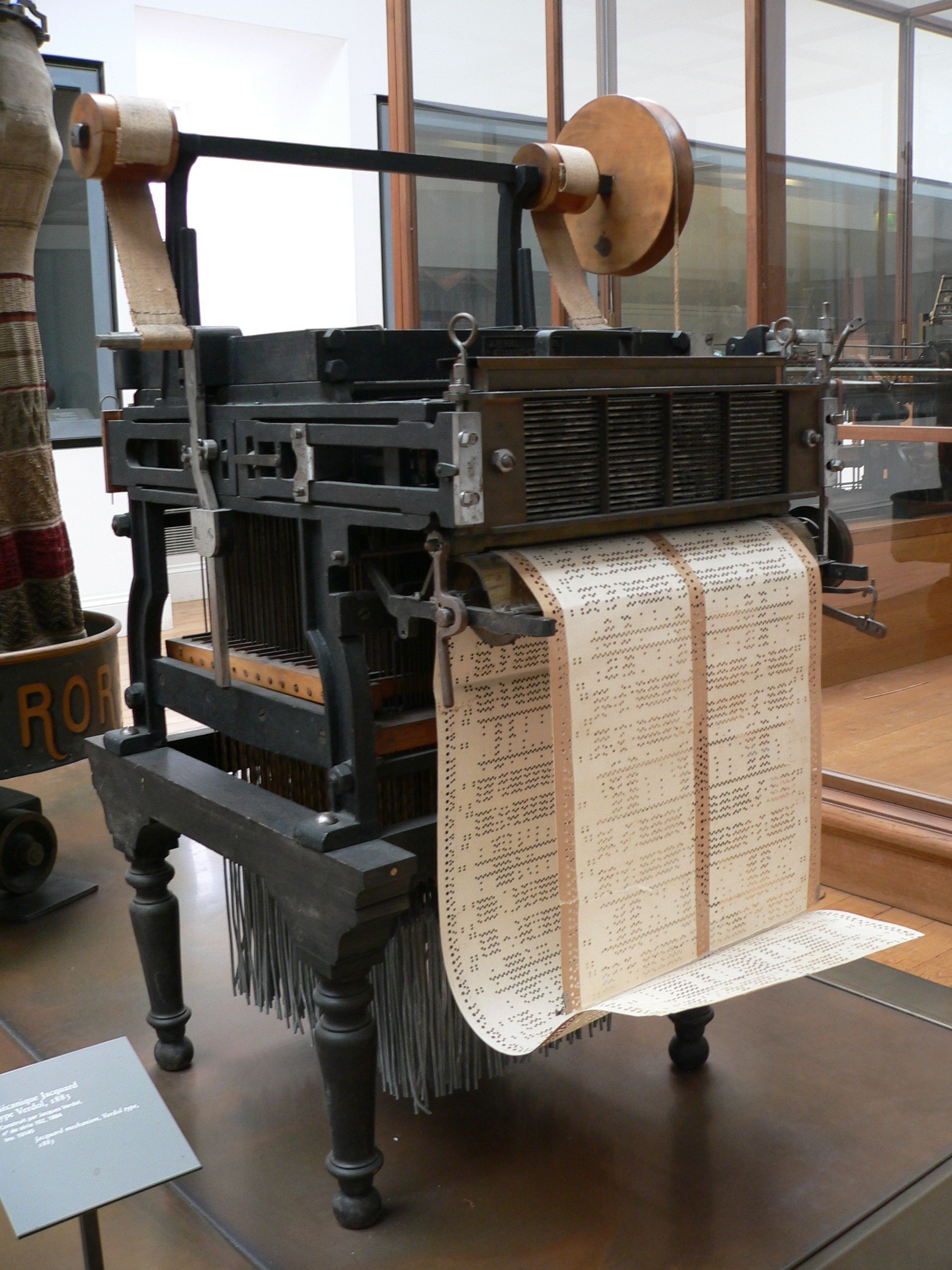
Tear Jacquard no Museu de Artes e Ofícios (Paris)

##### Tear Jacquard
O tear Jacquard é um tear programável inventado por Joseph-Marie Jacquard em 1801, que simplifica o processo de fabricação de têxteis com padrões complexos como brocado, damasco e matelassê. O tear é controlado por cartões perfurados, cada linha correspondendo a uma linha do desenho. É baseado em invenções anteriores dos franceses Basile Bouchon (1725), Jean Baptiste Falcon (1728) e Jacques de Vaucanson (1740). O mecanismo de Jacquard define qual fio de urdidura é levantado. Várias lançadeiras podem ser usados para controlar a cor da trama. Era um passo importante na conceção de teares mecânicos inteiramente automatizados.
O tear Jacquard é o antecessor dos leitores de cartões perfurados dos séculos XIX e XX.

## Componentes

### Lançadeira e lançadeira voadora
A lançadeira é uma peça do tear, em forma de naveta, que contém uma bobina ou canela, e com a qual o tecelão faz correr o fio da trama entre os da urdidura. O operador, tinha que segurar a lançadeira com uma mão e passa-la através da cala; realizando o transporte de uma canela de fio de trama. Depois, tinha de ser retirada do outro lado, para a cala se fechar, e o pente empurrar o novo fio de trama no lugar. Esta ação requeria dois operadores se a largura do tecido ultrapasse o comprimento dum antebraço.
Para facilitar esse trabalho, John Kay (1704-1779) em 1733 patenteou a lançadeira voadora. O tecelão segura então um bastão, preso por cordas a um dispositivo em ambas as extremidades do tear numa calha, na frente do pente. Com um movimento do pulso, uma corda é puxada e a lançadeira é impulsionada através do telheiro, sobre os fios inferiores até a outra extremidade com velocidade. Em cada final da corrida, há uma caixa que contém um mecanismo para impulsionar a lançadeira na sua viagem de regresso. As extremidades da lançadeira são na forma de bala e revestidas de metal, e a lançadeira geralmente possui rolos para reduzir a fricção. O fio de trama é feito para sair da extremidade e não da lateral. Enfim, a lançadeira voadora é geralmente um pouco mais pesada, de modo a ter impulso suficiente para transportá-la todo o caminho através da cala. Assim basta um único tecelão para tecer tecidos muito mais largos do que o comprimento de um braço, e com velocidades muito maiores do que as alcançadas com a lançadeira passada manualmente.

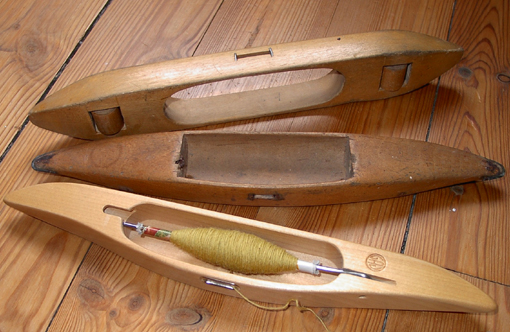
No topo, uma lançadeira "voadora" aberta sobre rolos. E duas outras fechadas, a de baixo é uma lançadeira assimétrica de estilo sueco com uma bobina de papelão. Todas elas são alimentadas lateralmente.
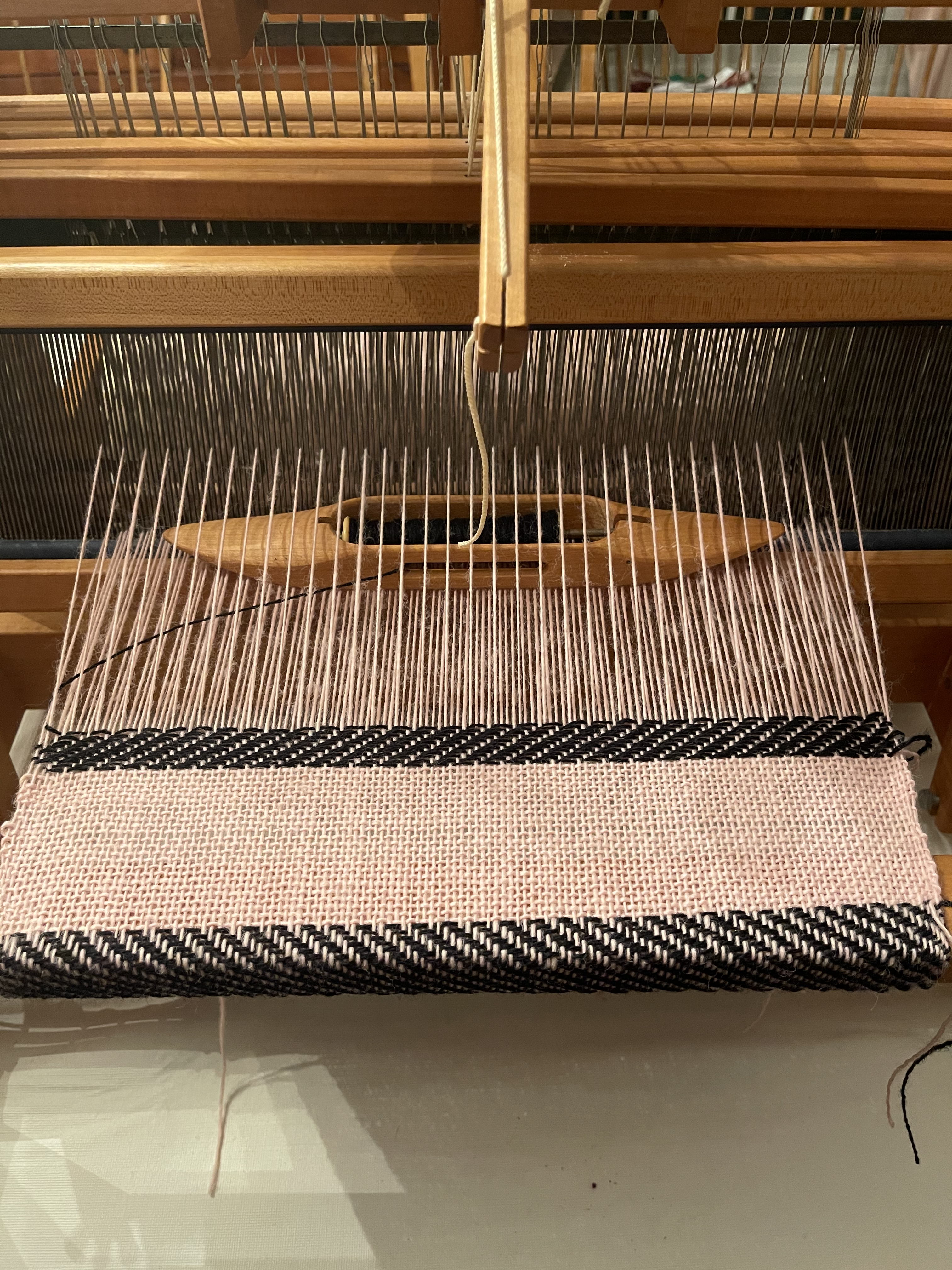
Lançadeira dentro da cala que "flutua" por cima dos fios da urdidura inferior. Ilha de Rodes, EUA.
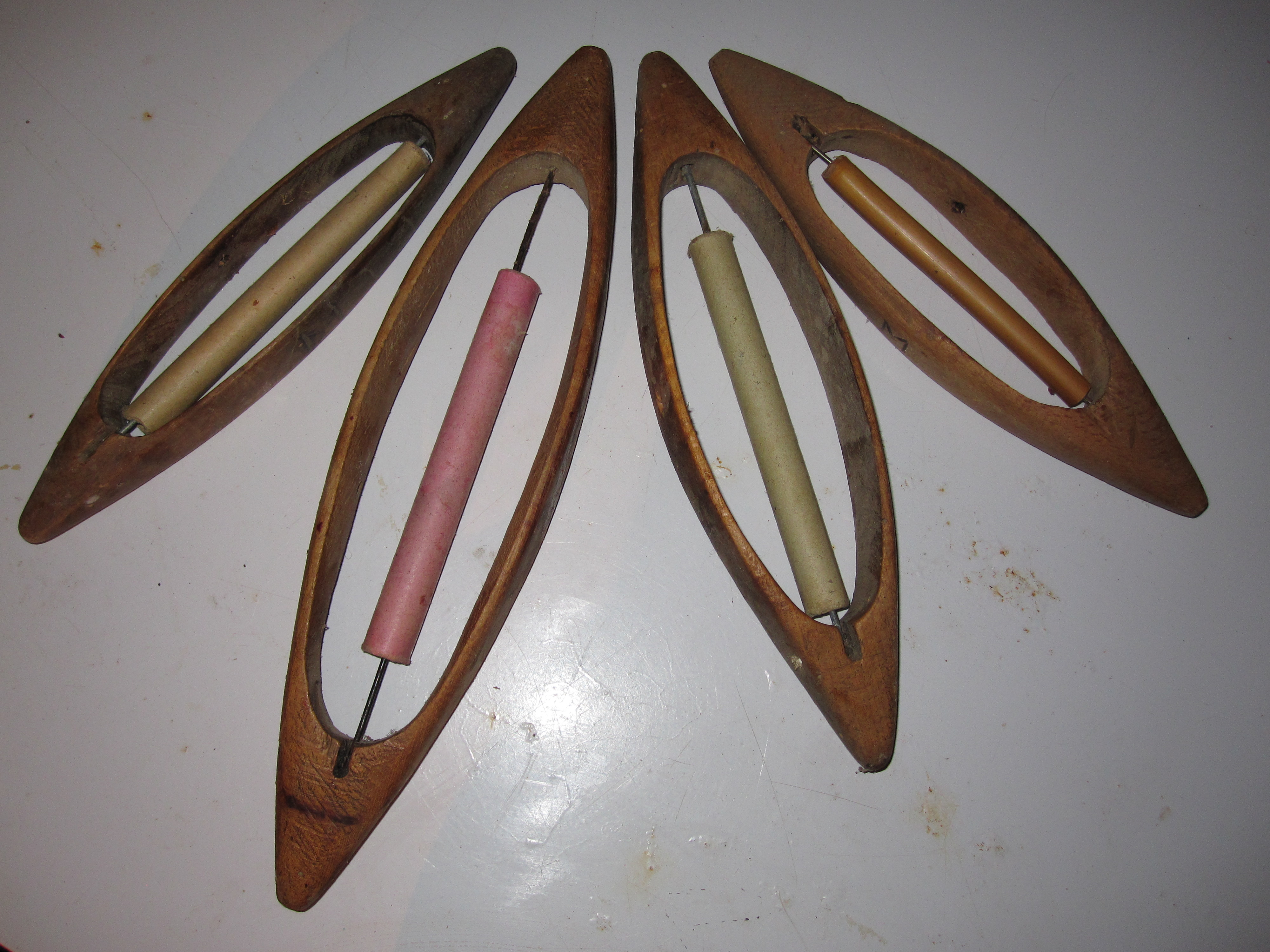
Lançadeiras abertas da Macedônia.
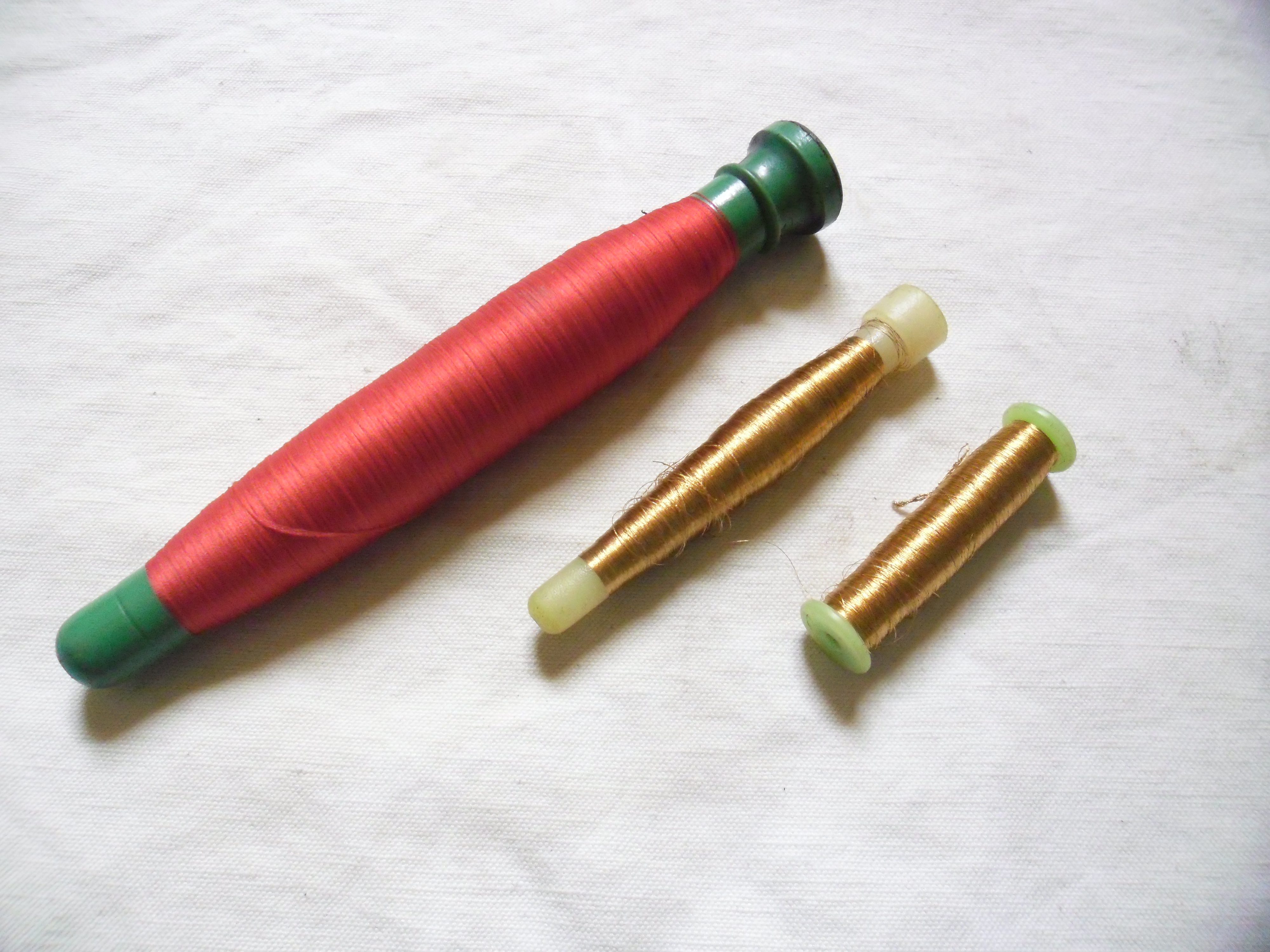
Duas bobinas de alimentação axial e uma bobina de alimentação lateral (parte inferior)
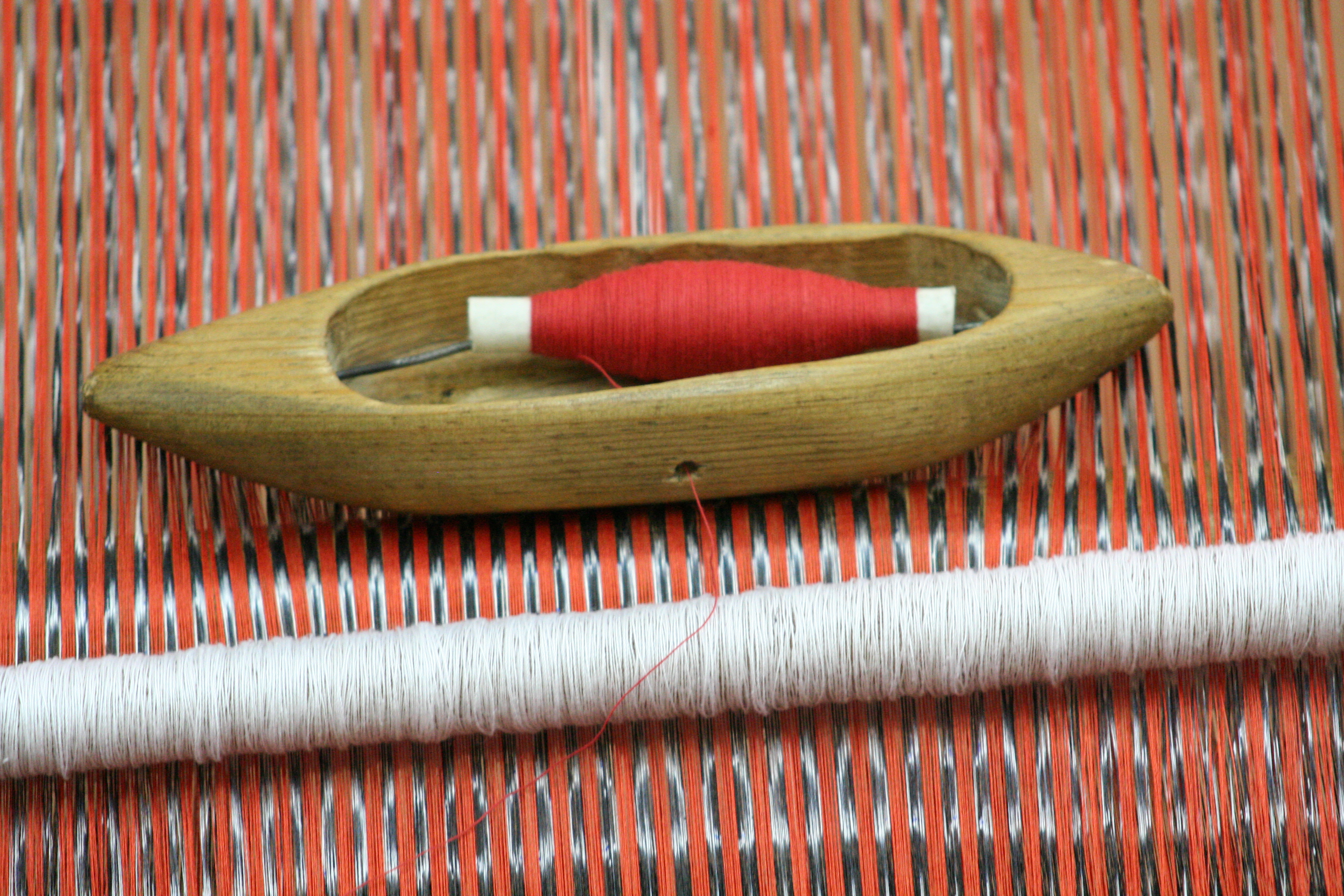
Lançadeira lateral fechada, México

### Pente

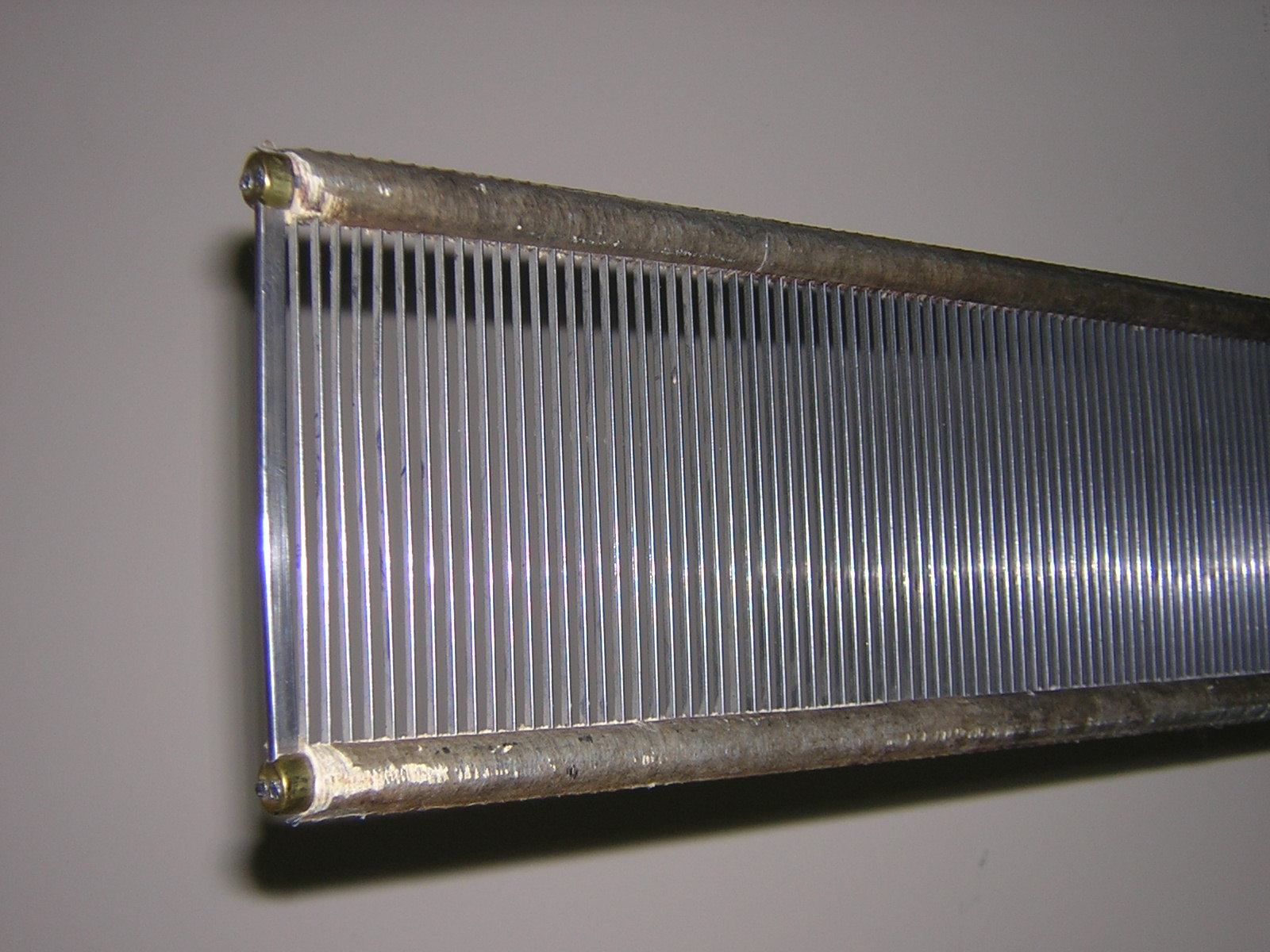
Pente rígido

Componente dos teares mais evoluídos, a suas funções são de separar e espaçar os fios da urdidura, guiar o movimento da lançadeira e empurrar ou "bater" o fio da trama no lugar.  Historicamente, os pentes eram feitos de tiras de junco ou cana encaixados, ou fios atados, num quadro de madeira. Em 1738, John Kay substituiu a cana por ferro achatado ou fio de latão dando origem aos pentes modernos de carbono ou aço inoxidável.
Um pente se assemelha a uma moldura com muitas fendas verticais separadas por "dentes", a densidade das fendas determina o tamanho do pente e a qualidade do tecido. Os tamanhos comuns para um tear manual são de 2 por 1, ou seja, 2 fios por cm por um pente médio e 4 fios/cm para panos finos. Também é possível colocar mais que um fio por fenda, a passagem desses fios de urdidura pelo pente é facilitado pelo uso dum gancho.

### Liça

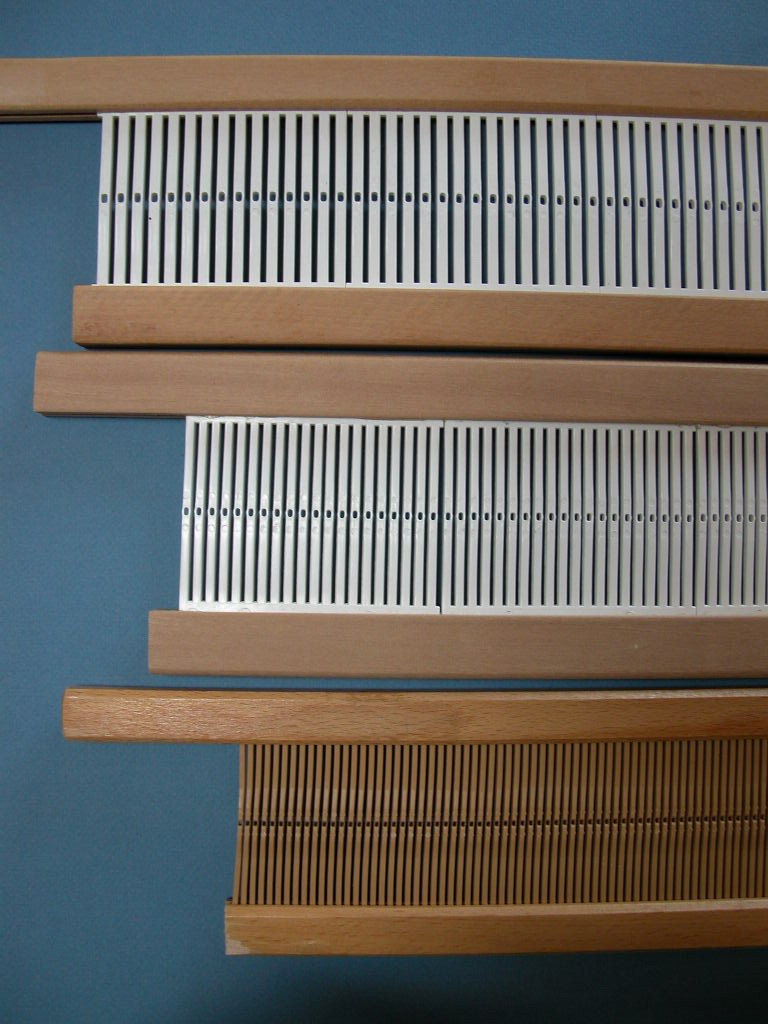
Liças.

Uma liça rígida (ou quadro de liço) é parecida com um pente e em alguns casos até o substitui, só que a liça tem em alternância uma ranhura e um furo. Os fios de urdidura passam um sobre dois pelas ranhuras ou pelos orifícios circulares. A função das liças é de formar a cala e contra-cala com um movimento vertical. Os fios de urdidura nas ranhuras permanecem onde estão e os que estão nos orifícios circulares são puxados para cima e para baixo. Uma única liça rígida pode conter todos os fios da urdidura, embora às vezes sejam usadas várias liças movimentadas por intermédio de pedais através dos arnês. É o caso nos teares de pedal que podem controlar várias liças com vários pedais. O tecelão seleciona quais arreios serão engatados em seus pés. Um pedal pode ser conectado a mais de um arnês e qualquer número de pedais pode ser engatado ao mesmo tempo, o que significa que o número de possibilidades diferentes que podem ser selecionados é dois elevado à potência do número de pedais. Oito é um número grande, mas razoável de pedais, dando um máximo de 28=256 calas (número mais que suficiente para ser útil). O tecelão deve memorizar a sequência necessária para produzir o padrão.
As liças rígidas são chamadas de "rígidas" para distingui-las das liças de fio e de arame. Embora liças não rígidas geralmente signifiquem que duas hastes são necessárias, mesmo para um tecido malhado simples, os tecidos de sarja exigem três ou mais (dependendo do tipo de sarja), e os tecidos mais complexos requerem ainda mais arreios.

## História

### Pré-industrialização
Os primeiros tecidos conhecidos datam do final do Neolítico, foram encontrados na Turquia e na Palestina.

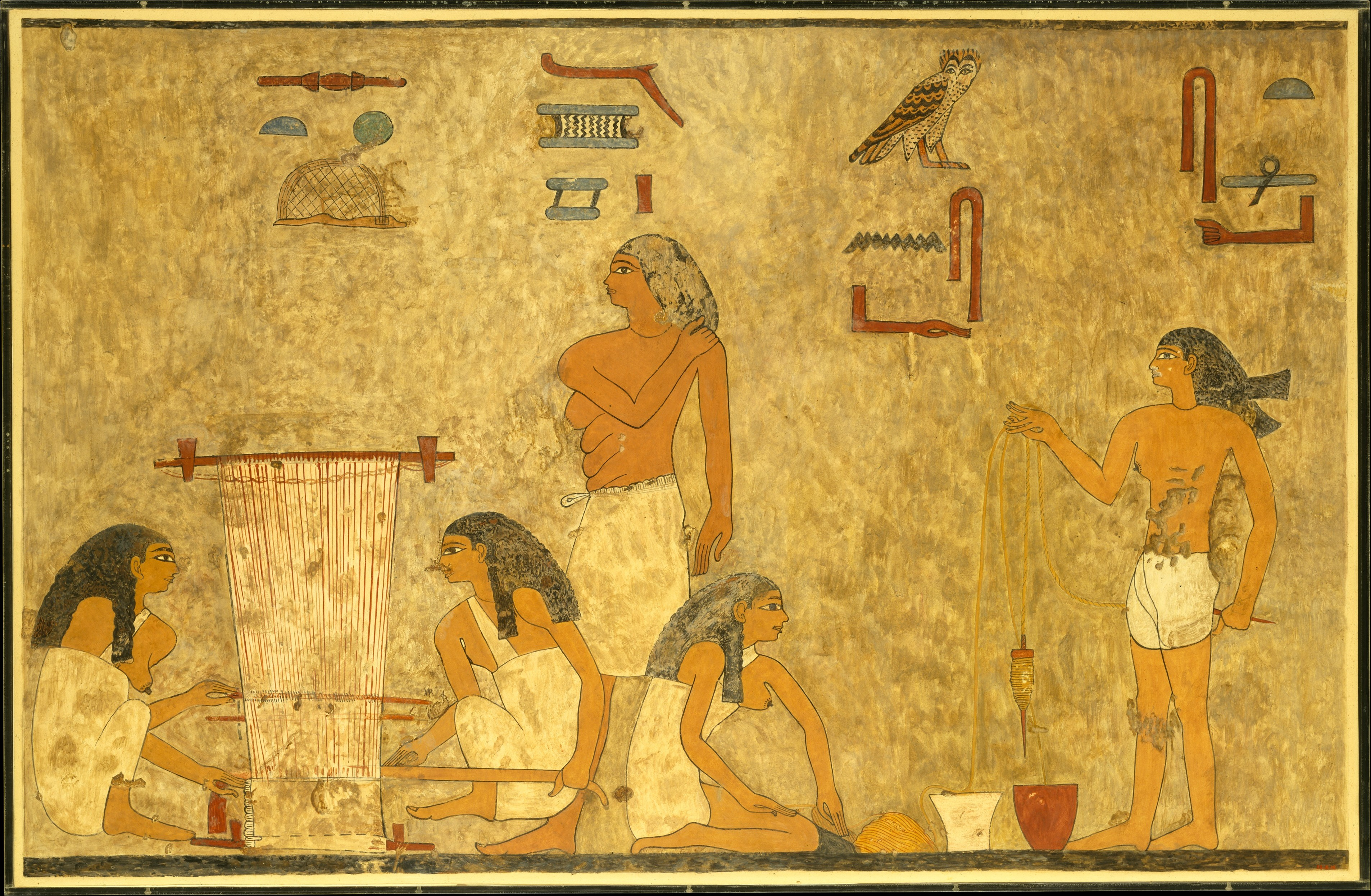
Tear horizontal fixado no solo do Antigo Egito, tumba de Khnumhotep cerca de 2 400 a.C.

O tear mais rudimentar consistia num quadro de madeira: uma série de fios (a teia) é esticada entre duas varas de madeira cravadas no chão. Com uma vara, cada segundo fio da urdidura é puxado para criar um espaço vazio (a cala ou telheiro) onde outro fio (a trama) passa perpendicularmente aos fios da urdidura, então as camadas da urdidura são invertidas para criar outra cala onde passa o fio da trama. Por volta de 7 000 a.C. no início do Neolítico, os teares tinham os fios da urdidura esticados por pesos numa travessa. Os primeiros teares comprovados estão representados na cerâmica egípcia do período pré-dinástico, por volta de 4 400 a.C. Eram teares horizontais. Por volta de 1900 av. J. -C., os primeiros teares verticais aparecem em cerâmica da Décima Segunda Dinastia do antigo Egito. A teia é esticada entre duas barras horizontais. Este tipo de tear ainda é usado para tapeçaria por exemplo.

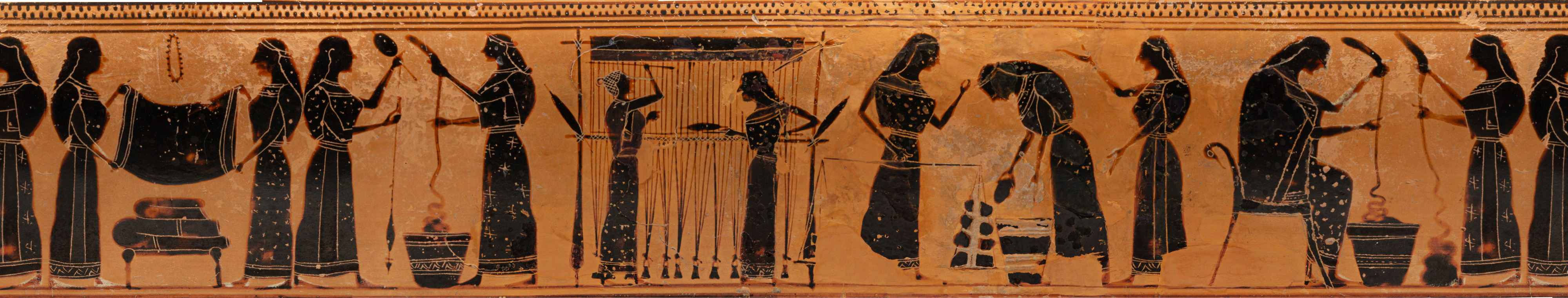
Lecite (recipiente de óleo), grego, de estilo de figuras negras, 550–530 a.C. Pintor de Amasis. No Museu Metropolitano de Arte.
Uma das responsabilidades mais importantes das mulheres era a preparação da lã e a tecelagem dos tecidos. Aqui, ao centro, duas mulheres trabalham num tear vertical. À direita, três mulheres pesam a lã crua. Mais à direita, mas também à esquerda do tear, quatro mulheres fiam a lã, enfim à esquerda, o tecido acabado é dobrado.

Por volta de 1 000 a.C., os teares horizontais tinham uma estrutura rígida e uma vara era presa a alguns fios da urdidura para abrir a cava levantando-a. Depois, o tear só evoluiu na Idade Média, com a introdução duma invenção chinesa, uns pedais usados para levantar uma série de liços diferentes, a fim de obter padrões mais complexos.

### Revolução Industrial
O início da mecanização do tear no século XVIII mudou a forma de tecer na Grã-Bretanha e depois em todo o mundo. Antes era artesanal, tornando-se depois industrial e permitindo a produção e depois a venda de grandes quantidades de têxteis. Uma série de invenções britânicas estiveram na origem, permitindo assim a mecanização de processos normalmente manuais na tecelagem: a "Lançadeira voadora" em 1733 por John Kay, aumentando a velocidade da tecelagem e diminuindo o pessoal, a "Máquina de fiar Jenny" em 1764 por James Hargreaves aumentando a capacidade de fiação de um fio para oito ou mais na mesma máquina para atender à demanda crescente, ou a "Máquina de fiar hidráulica" em 1769 por Sir Richard Arkwright e a Spinning Mule em 1779 por Samuel Crompton, permitindo o uso de energia hidráulica para tecer. A chegada da máquina a vapor em 1769 (James Watt) também mudou a forma como estas fábricas têxteis funcionavam. Até então, utilizavam energia hidráulica, extraída principalmente dos rios, para movimentar seus teares; portanto, tinham de estar localizados nas margens de cursos de água, por vezes isolados e longe da mão-de-obra. A máquina a vapor, possibilitou que essas fábricas fossem construídas mais próximas dessa força de trabalho e dos mercados têxteis. A primeira aparição de uma máquina a vapor em uma fábrica de algodão foi em 1785, mesmo ano em que o primeiro tear mecânico foi inventado por Edmund Cartwright. Permitiu a tecelagem de tecidos largos através de um processo de fabricação em massa. Por ser quase totalmente mecanizada, a tecelagem era ainda mais rápida e económica, permitindo que um trabalhador com pouca experiência e habilidade produzisse a mesma quantidade de tecido que um artesão experimentado.
A máquina a vapor foi então integrada a este tear mecânico na primeira fábrica têxtil de Cartwright em 1789, em Doncaster. O tear mecânico tornou-se mais rápido, mas também mais preciso do que um tear padrão, substituindo assim o trabalho manual pelo trabalho mecânico. No início do século XIX, o tear de Cartwright foi melhorada por uma série de inventores ou proprietários de fábricas britânicos, como William Horrocks em 1802, aumentando mais a sua produtividade. O desenvolvimento da indústria têxtil britânica foi então ainda mais significativo: o número de teares na Grã-Bretanha aumentou de 2000 em 1818 para mais de 250 000 em 1850.
Ao mesmo tempo, nos Estados Unidos, Francis Cabot Lowell inventou o primeiro tear mecânico americano para fabricar algodão em grande escala, copiando assim o tear de Cartwright da Grã-Bretanha. Em 1814 construiu então a primeira fábrica do mundo contendo toda a cadeia produtiva do algodão.
Muitas mais fábricas foram construídas ao longo dos rios da Nova Inglaterra, transformando paisagens, economias e sociedades; sendo as chegadas recentes de imigrantes as principais fontes de empregados para estas fábricas.
Na França, em 1801, foi inventado o tear Jacquard, um tear programável utilizando cartões perfurados. A sua implementação nas fábricas de seda de Lyon levou à revolta dos empregados que tentaram destruir a invenção para salvar os seus empregos.

### Regulamentação do trabalho industrial

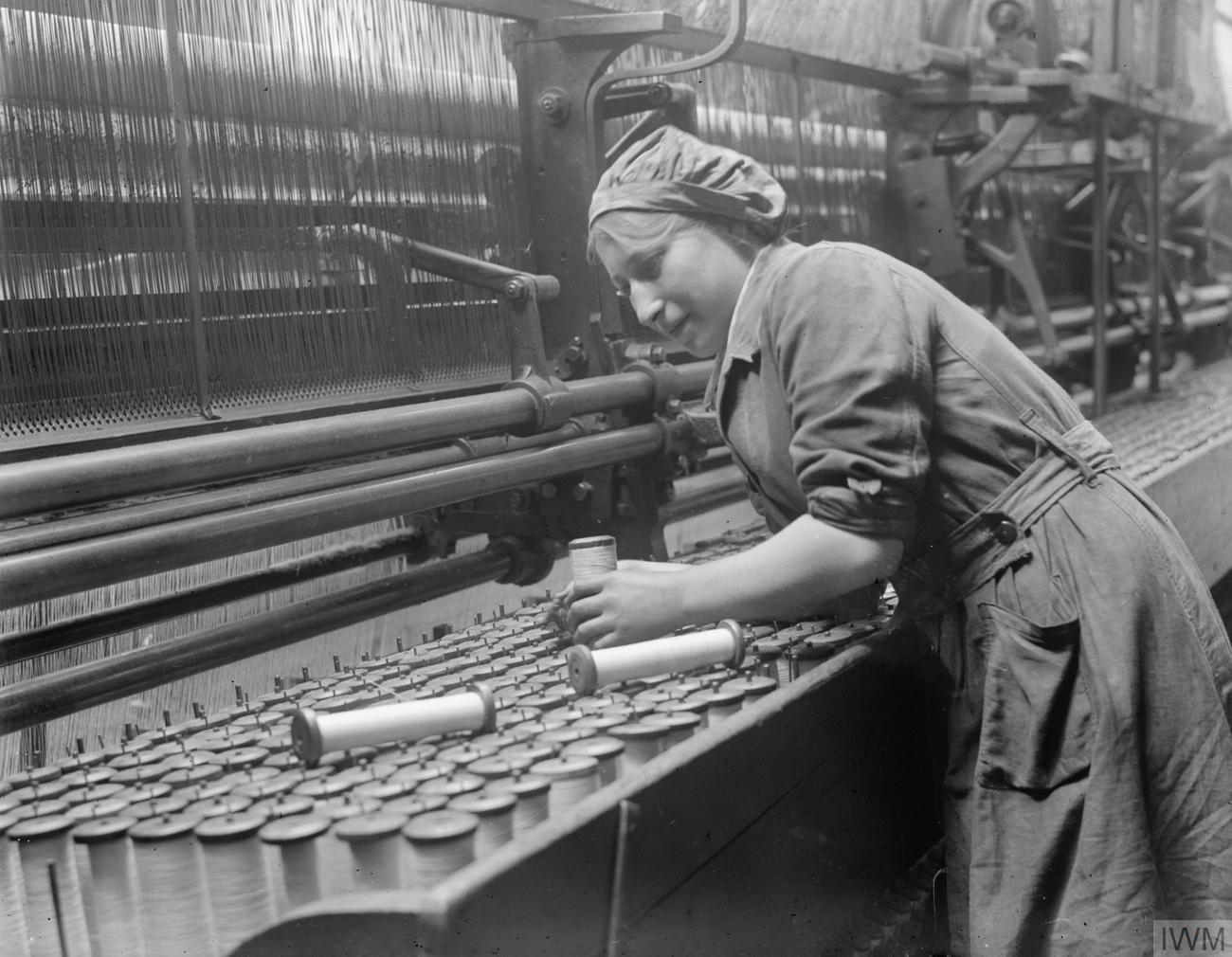
Uma operária substitui bobinas de fio num tear, Nottingham, 1918.

Com este desenvolvimento da indústria têxtil, muitas fábricas em toda a Grã-Bretanha precisavam de mão-de-obra barata, voltando-se assim para as crianças. Por serem pequenos, era mais fácil para eles manipularem certos mecanismos desses teares; eles eram mal pagos e podiam trabalhar até 15 horas por dia. Estas más condições de trabalho levaram a publicação da lei "Factory Acts " no início do século XIX, regulando então o tempo de trabalho diário e outras condições de trabalho nas fábricas têxteis. Tal como nos Estados Unidos, as fábricas de Lowell empregavam um número significativo de mulheres, então chamadas de " Lowell Mill Girls ", elas contestaram as suas condições de trabalho sem sucesso em 1836.

## Glossário
1. bobina, s.f. Carrinho, pequeno cilindro, de madeira ou de metal, com rebordos, em que se enrolam fios de seda, linho, etc., para serviço de costura ou bordados; bobinado part. pas. de bobinar, v. tr. enrolar em bobina. (Do francês bobiner, desenrolar).[14]
2. canela pequeno canudo, em que se enrola o fio para a tecelagem.[14]
3. liço s.m. Cada um dos fios entre duas travessas, através dos quais passa a urdidura do tear, e que, elevando-se ou abaixando a cada passagem da lançadeira, determinam o tecido com o fio que sai desta.. (Do lat. liciu-, «id.») liçarol s.m. cada uma das travessas que seguram os liços (De liça) – liça s.f. [3] Peça de máquinas de tecidos, semelhante a um pente fechado, e feita de arame ou cordão, para erguer os fios. (De liço).[14]
4. ourela s.f. Orla; margem; cercadura. (Do lat. vulg. *orella-, por orŭla-, dimin. de ora-, «beira»).[14]
5. tear, s.m. aparelho para tecer pano. (Do lat. vulg. *teläre, de tela, «teia»).[14]
6. tecedura s.f. Ato ou efeito de tecer. Conjunto dos fios, que se cruzam com a urdidura. (De tecer + sufixo nominal -dura); tecer v. tr. fazer obra de tear; v. intr. fazer teia. (Do lat. texěre, «idem»); teia s.f. tecido ou pano feito em tear. (Do latim těla, «idem»)[14]
7. trama, f.fio, que se conduz com a lançadeira através do urdume da teia.[14]
8. urdume s.m. o mesmo que urdidura (de urdir + sufixo nominal -ume); urdidura s.m. – 1. acto ou efeito de urdir - 2. conjunto dos fios ao longo do tear, por entre os quais se passa a trama (De urdir + -dura); urdir v.tr. Pôr por ordem ou dispor (os fios da teia), para se fazer o tecido. (Do latim *ordīre, por ordīri, urdir; começar a tecer).[14]